# トッレ・モンドヴィ
トッレ・モンドヴィ（伊: Torre Mondovì）は、イタリア共和国ピエモンテ州クーネオ県にある、人口約500人の基礎自治体（コムーネ）。

## 地理

### 位置・広がり
| 隣接するコムーネは以下の通り。 - モナステローロ・カゾット - モンタルド・ディ・モンドヴィ - パンパラート - ロブレント - サン・ミケーレ・モンドヴィ - ヴィコフォルテ |

#### 地震分類
イタリアの地震リスク階級 (it) では、3 に分類される
。